# VIA Nano
VIA Nano je procesor tvrtke VIA Technologies. Pojavio se na tržištu 2008. godine.

## Procesor
VIA Nano je 64 bitni nasljednik procesora VIA C3 i VIA C7 koji se proizvode od 2001. godine. Za razliku od Intel Atoma ovaj procesor u sebi ima sve naredbe koje su ugrađene u najsuvremenije procesore današnjice što ga čini bržim od njega, ali se zbog svoje potrošnje između 5 i 25 W nije u stanju nositi s procesorima Intel Celerona ili AMD Athlona.

## Modeli
| Model      | Brzina   | L1 Cache | L2 Cache | Sabirnica | Množitelj | Potrošnja energije | Potrošnja u mirovanju | Socket   | Broj jezgri | Početak prodaje | Broj |
| ---------- | -------- | -------- | -------- | --------- | --------- | ------------------ | --------------------- | -------- | ----------- | --------------- | ---- |
| Nano L2200 | 1.6 GHz  | 64+64 KB | 1 MB     | 800 MHz   | 16×       | 17 W               | 200 mW                | NanoBGA2 | 1           | 29. 5. 2008.    |      |
| Nano L2100 | 1.8 GHz  | 64+64 KB | 1 MB     | 800 MHz   | 18×       | 25 W               | 500 mW                | NanoBGA2 | 1           | 29. 5. 2008.    |      |
| Nano U1700 | 1+ GHz   | 64+64 KB | 1 MB     | 800 MHz   | 10×       | 5 W                | 200 mW                | NanoBGA2 | 1           | 29. 5. 2008.    |      |
| Nano U2300 | 1 GHz    | 64+64 KB | 1 MB     | 533 MHz   | 7.5×      | 5 W                | 100 mW                | NanoBGA2 | 1           | 29. 5. 2008.    |      |
| Nano U2225 | 1.3 GHz  | 64+64 KB | 1 MB     | 800 MHz   | 13×       | 8 W                | 200 mW                | NanoBGA2 | 1           | 29. 5. 2008.    |      |
| Nano U2250 | 1.3+ GHz | 64+64 KB | 1 MB     | 800 MHz   | 13×       | 8 W                | 200 mW                | NanoBGA2 | 1           | 29. 5. 2008.    |      |
| Nano U2500 | 1.2 GHz  | 64+64 KB | 1 MB     | 800 MHz   | 12×       | 6.8 W              | 100 mW                | NanoBGA2 | 1           | 29. 5. 2008.    |      |
| Nano L3050 | 1.8 GHz  | 64+64 KB | 1 MB     | 800 MHz   | 13.5×     | W                  | 500 mW                | NanoBGA2 | 1           | 3. 11. 2009.    |      |
| Nano L3100 | 2 GHz    | 64+64 KB | 1 MB     | 800 MHz   | 15×       | W                  | 500 mW                | NanoBGA2 | 1           | 3. 11. 2009.    |      |
| Nano U3100 | 1.3+ GHz | 64+64 KB | 1 MB     | 800 MHz   | 13×       | W                  | 100 mW                | NanoBGA2 | 1           | 3. 11. 2009.    |      |
| Nano U3200 | 1.4 GHz  | 64+64 KB | 1 MB     | 800 MHz   | 14×       | W                  | 100 mW                | NanoBGA2 | 1           | 3. 11. 2009.    |      |
| Nano U3300 | 1.2 GHz  | 64+64 KB | 1 MB     | 800 MHz   | 12×       | W                  | 100 mW                | NanoBGA2 | 1           | 3. 11. 2009.    |      |
| Nano U3500 | 1 GHz    | 64+64 KB | 1 MB     | 800 MHz   | 10×       | W                  | 100 mW                | NanoBGA2 | 1           | 3. 11. 2009.    |      |

## Zanimljivosti
Zbog dominacije Intela na tržištu računala, procesor VIA Nano se koristi zajedno s VIA chipsetom u malom broju netbookova i laptopa kao primjerice Samsung NC20, Lenovo IdeaPad S12 i HP Mini Note tako da je njegov uspjeh na američkom i europskom tržištu vrlo ograničen.